# Franck Dezoteux

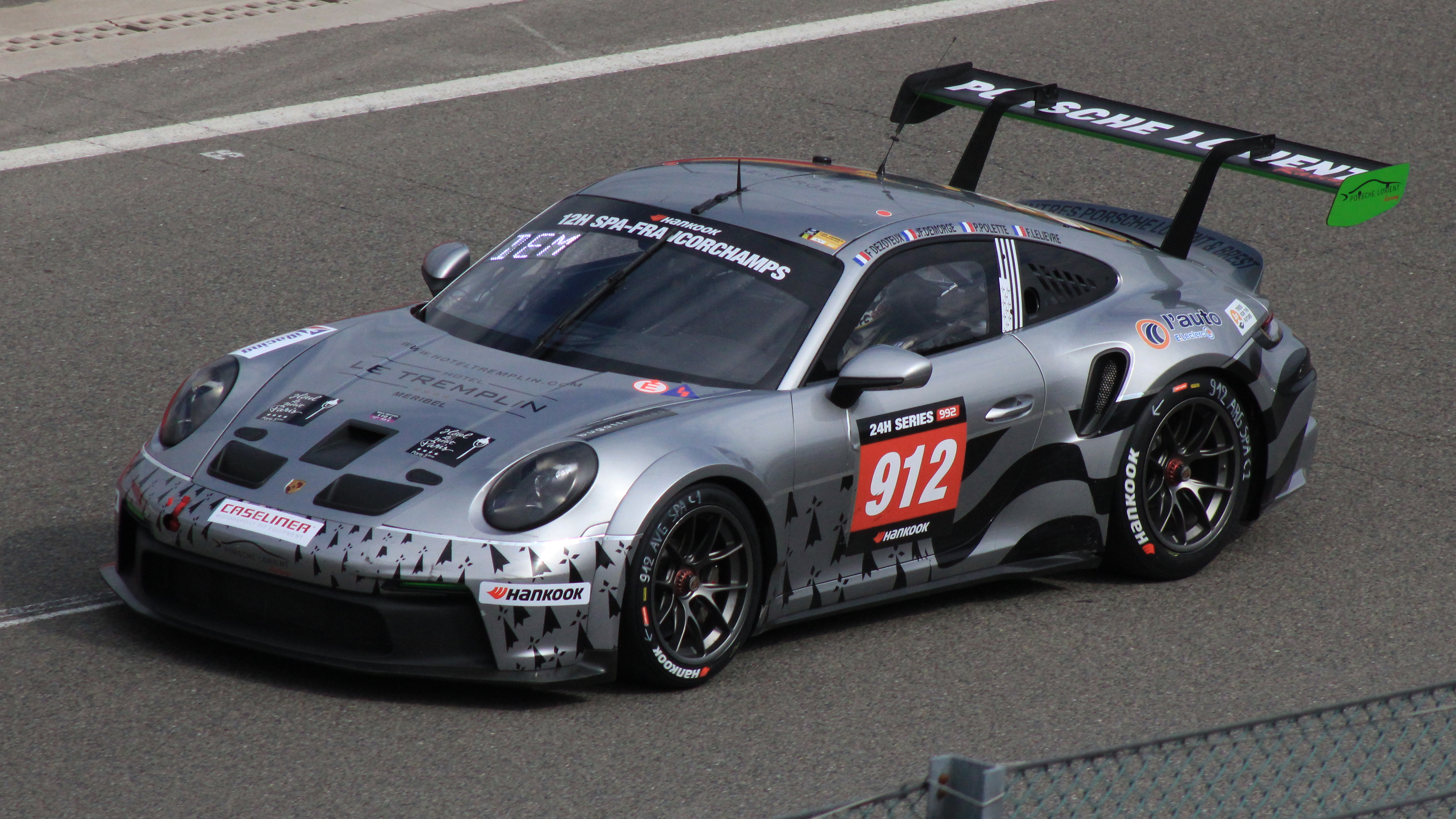
Der von Franck Dezoteux gefahrene Porsche 992 GT3 Cup 2022 auf dem Circuit de Spa-Francorchamps

Franck Dezoteux (* 15. März 1964) ist ein französischer Unternehmer und Autorennfahrer.

## Ausbildung und Beruf
Franck Dezoteux studierte Ingenieurwissenschaften an der l’Ecole Nationale Supérieure d’Arts & Métiers in Lille und Paris. Er arbeitete zuerst bei Legrand Electricité und war danach von 1993 bis 2013 Geschäftsführer der Automobilzulieferer Nobel Plastique und Valfond. 2013 übernahm er die Aktienmehrheit der Groupe Transeo International, einer in Brüssel ansässigen Holding. Die Holding besitzt vier Teilezulieferer für Lastkraftwagen in China (ITBC), den Niederlanden (RTS Nederland), Deutschland (BoyriTEC) und Frankreich (FIT).

## Karriere als Rennfahrer
Nach Anfängen im nationalen Motorsport fuhr Franck Dezoteux 2021 ein erstes Rennen in der European Le Mans Series und startete im Michelin Le Mans Cup. 2022 gab er sein Debüt beim 24-Stunden-Rennen von Le Mans und in der FIA-Langstrecken-Weltmeisterschaft. In Le Mans steuerte er als Partner von Pierre Ragues und Gabriel Aubry einen Ferrari 488 GTE Evo, der nach einem Motorschaden ausfiel.

## Statistik

### Le-Mans-Ergebnisse
| Jahr | Team           | Fahrzeug            | Teamkollege   | Teamkollege   | Platzierung | Ausfallgrund |
| ---- | -------------- | ------------------- | ------------- | ------------- | ----------- | ------------ |
| 2022 | Spirit of Race | Ferrari 488 GTE Evo | Pierre Ragues | Gabriel Aubry | Ausfall     | Motorschaden |

### Einzelergebnisse in der FIA-Langstrecken-Weltmeisterschaft
| Saison | Team             | Rennwagen       | 1   | 2   | 3   | 4   | 5   | 6   | 7   |
| ------ | ---------------- | --------------- | --- | --- | --- | --- | --- | --- | --- |
| 2022   | Inception Racing | Ferrari 488 GTE | SEB | SPA | LEM | MON | FUJ | BAH |     |
| 2022   | Inception Racing | Ferrari 488 GTE | DNF | 32  | DNF | 26  | 29  | 35  |     |
| 2023   | AF Corse         | Ferrari 488 GTE | SEB | POR | SPA | LEM | MON | FUJ | BAH |
| 2023   | AF Corse         | Ferrari 488 GTE |     |     |     | 32  |     |     |     |